# 赫斯勒峰
赫斯勒峰（英語：Hessler Peak），是南極洲的山峰，位於埃爾斯沃思地，處於鄧巴嶺南端，屬於赫里蒂奇嶺的一部分，美國地質調查局根據測量和美國海軍拍攝的空中照片繪入地圖，現時由南極條約體系管理。